# Hermínio C. Miranda
Hermínio Corrêa de Miranda (Volta Redonda, 5 de janeiro de 1920 — Rio de Janeiro, 8 de julho de 2013) foi um dos principais pesquisadores e escritores espíritas do Brasil. Suas últimas obras foram assinadas como Herminio C. Miranda.

## Biografia
Filho de Reduzindo José de Miranda, chefe de estação e taquígrafo da Estrada de Ferro Central do Brasil, e Helena Corrêa de Miranda, ambos nascidos no Estado do Rio de Janeiro e descendentes de portugueses. A mãe foi educada no colégio católico Bom Conselho, em Taubaté. O casal teve ao todo dez filhos, ou seja, oito meninos e duas meninas, dos quais Hermínio era o primogênito. Em virtude das limitações das escolas primárias do interior do Rio de Janeiro na década de 1930, Hermínio, aos 11 anos de idade, recebeu apoio financeiro do padrinho de crisma, José André Junqueira, para estudar em Baependi, cidade do sul de Minas Gerais, onde foi matriculado no internato do Colégio Santa Maria, instituição mais tarde transferida para a cidade de Caxambu, onde Hermínio concluiu o Curso Primário. Dessa época conservou as boas lembranças da região serrana, rica em águas minerais.
De volta ao Estado do Rio, ingressou no Ginásio Municipal de Barra Mansa -- hoje Colégio Verbo Divino --, e em 1937 concluiu com louvor essa etapa dos estudos.  Sua carreira profissional teve início logo em 1938, quando prestou concurso e passou a trabalhar na agência bancária de Barra Mansa. Paralelamente, obteve o título de técnico em contabilidade, e a partir de 1942, durante o governo de Getúlio Vargas, passou a integrar o quadro de contadores da Companhia Siderúrgica Nacional - CSN, onde se aposentou no primeiro escalão, tendo servido no escritório de Nova Iorque, EUA, de 1950 a 1954, e no Rio de Janeiro de 1956 a 1980. Na CSN ocupou os seguintes cargos: Contador Geral, Superintendente de Orçamento, Chefe de Auditoria Interna, Diretor Tesoureiro (de 1966 a 1967), Vice-Presidente de Controle e Presidente da Sotecna, subsidiária da empresa.
Em 12 de setembro de 1942 casou-se com Inez Giffoni Chiarelli, descendente de italianos e professora primária, natural da cidade de Aiuruoca, MG. A cerimônia religiosa teve lugar na Basílica Histórica de Nossa Senhora Aparecida, em Aparecida, SP. O casal teve três filhos: Ana-Maria (1943), Marta (1949) e Gilberto (1953). 
Na fase inicial de sua carreira de escritor, na década de 1940, contribuiu para a revista "Contos Magazine", da empresa "A Noite", do Rio de Janeiro, e dirigida por Adolfo Eizen. Um de seus contos, intitulado Ciúmes, foi selecionado e premiado. Também escreveu crônicas para a coluna organizada por Vinicius de Moraes, "Página da Província", de "O Jornal", do Rio de Janeiro, e para a revista "Província de São Pedro", do Rio Grande do Sul, dirigida por Moysés Vellinho.  Seu primeiro livro, Resposta a Josué, data de 1943 e foi publicado pela editora Orbis. O romance trata da história de um lavrador que deixa o campo e se muda para a cidade em busca de melhores oportunidades, visando o aperfeiçoamento profissional. Apesar da inexpressiva recepção junto ao público leitor, a obra recebeu críticas elogiosas de Agripino Grieco, Eloy Pontes, Neiva Moreira, e Monteiro Lobato. Outra obra, intitulada N.L. (non liquet, em latim),  permaneceu inédita, mesmo depois de ter sido apreciada por Erico Verissimo.
Durante a estadia em Nova York, na década de 1950, enviou crônicas para o jornal "A Manhã", do grupo "A Noite", em página aberta por Dinah Silveira de Queiroz. Em 1959, de volta ao Brasil, colaborou com a coluna "Porta de Livraria" de "O Globo", organizada por Antônio Olinto. Sua crônica Meu Amigo Desconhecido, recebeu o segundo prêmio do concurso de crônicas.
Segundo ele mesmo, Hermínio veio a ae interessar por Espiritismo a partir de 1958, ocasião em que abandonou a literatura de ficção e passou a escrever regularmente para o "Reformador", publicação da Federação Espírita Brasileira.  Seu primeiro livro de cunho espírita foi Os Procuradores de Deus, um estudo de natureza filosófica acerca do problema da vida e da morte, lançado em março de 1967 pela Edição Calvário. As ideias principais dessa obra foram desenvolvidas mais tarde na obra Cristianismo, a Mensagem Esquecida.
Autor de mais de 40 livros, dentre eles diversos clássicos da literatura espírita, como Diálogo com as Sombras, Diversidade dos Carismas e Nossos Filhos são Espíritos, que já atingiram mais de 1.400.000 exemplares impressos. Grande parte de seus direitos autorais foi cedida a instituições filantrópicas.

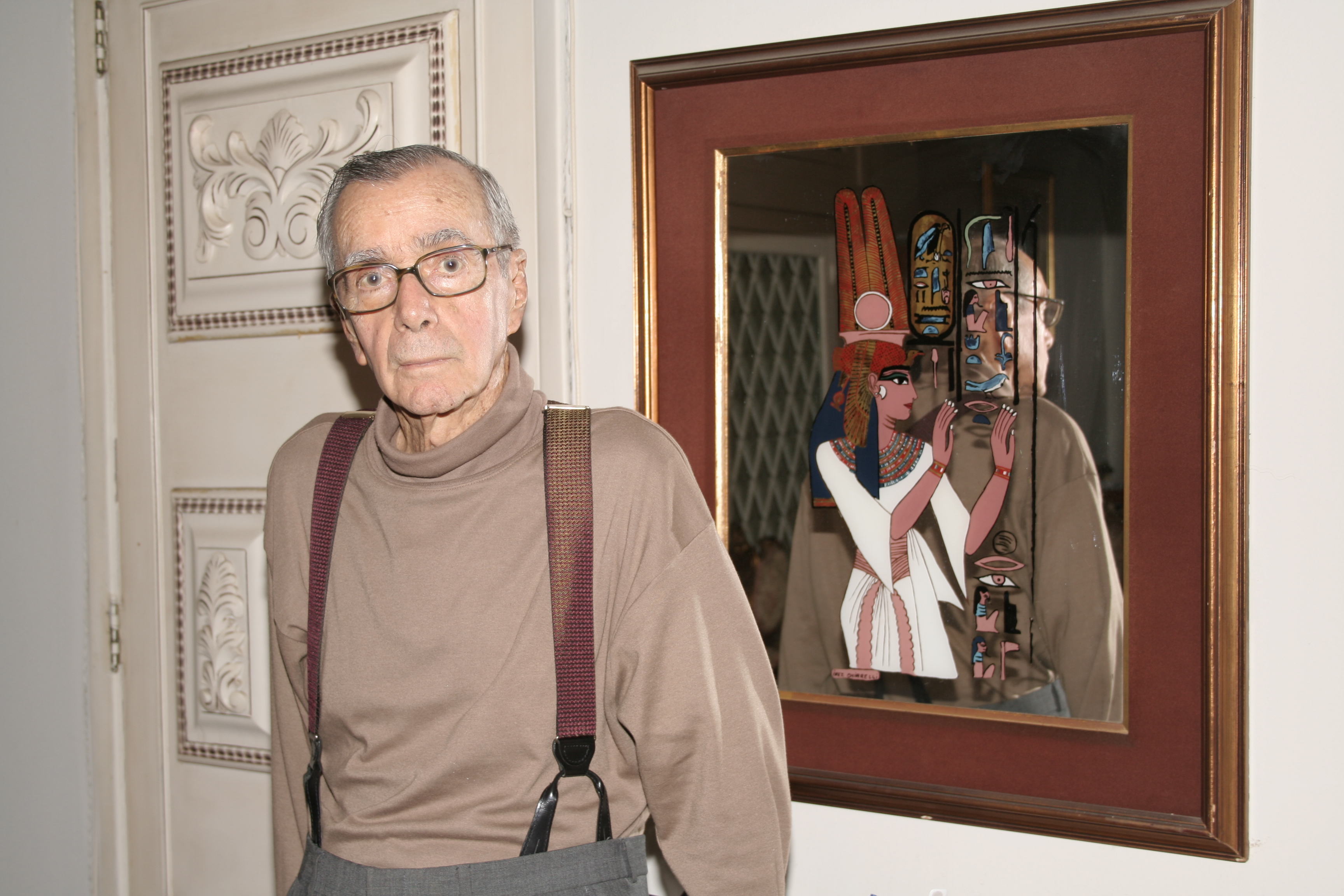
Herminio C. Miranda, em 2005

Sua vasta produção literária inclui ainda obras que tratam do tempo, de regressão de memória, do autismo, de múltiplas personalidades, dos primórdios do cristianismo, todos assuntos que atiçaram sua inesgotável curiosidade.
Suas obras relatam vivências, fatos e casos considerados reais, segundo relatos mediúnicos, a exemplo da singular coleção Histórias que os Espíritos Contaram.Contaram.

Tendo por guias a razão e a paixão pela pesquisa profunda e incessante, e auxiliado por uma sólida cultura humanista, tornou-se experimentado magnetizador e uma das maiores autoridades no campo da mediunidade, da paranormalidade e da regressão de memória, tendo realizado pesquisas sobre a reencarnação de personalidades notórias na ciência e na história, como Giordano Bruno e François Fénelon, e deixando como legado um vasto material de estudo que revela, sobretudo, o seu exemplo inspirador para estudiosos do presente e do futuro.
Nesse leque de habilidades, Hermínio acrescenta a de tradutor de autores como Charles Dickens, J. W. Rochester e Luís J. Rodriguez. Em O mistério de Edwin Drood, romance inacabado de Charles Dickens, a sua tradução valoriza o original (The mystery of Edwin Drood). Todavia, a rica construção literária de A história triste, de Patience Worth – cujo enigma investigou –, talvez seja sua mais primorosa tradução.
Hermínio faleceu, aos 93 anos, em 8 de julho de 2013, na cidade do Rio de Janeiro, onde foi sepultado, no cemitério Jardim da Saudade (Sulacap).

## Obra
Obras de conteúdo Espírita:
(Conforme lista publicada na obra Os Procuradores de Deus)

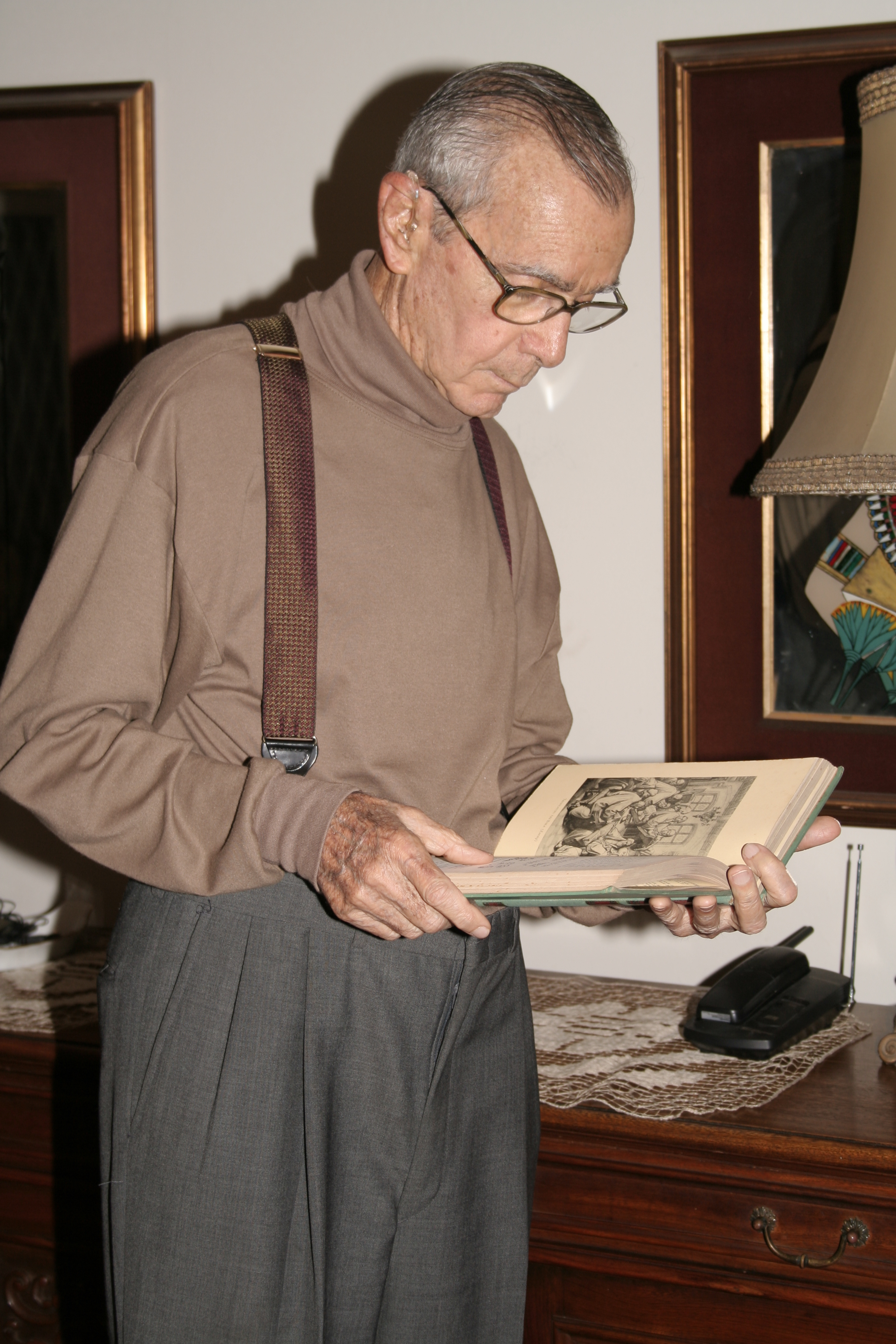
Herminio C. Miranda, em 2005

A Dama da Noite (coleção "Histórias que os espíritos contaram")
- A Tarefa dos Enxovais (com Orson Peter Carrara)[7]
- O Que Desejamos Fazer do Espiritismo? (e-book gratuito, disponível em www.herminiomiranda.com.br)[8][[Ficheiro:Herminio C Miranda 2005a.jpg|alt=Herminio
- Muito Além da Morte (de Luís J. Rodriguez)[4]